# Route nationale 23 (Luxembourg)
Pour les articles homonymes, voir N23 et Route nationale 23.
La route nationale 23 est une route nationale luxembourgeoise reliant Reichlange à Martelange.